# Rožina
Rožina es un pueblo ubicado en la municipalidad de Merošina, en el distrito de Nišava, Serbia.

## Superficie
Posee una superficie de 7,072 kilómetros cuadrados.

## Demografía
Hasta 2011 la población era de 692 habitantes, con una densidad de población de 97,85 habitantes por kilómetro cuadrado.